# Leucon dayae
Leucon dayae är en kräftdjursart som beskrevs av Michel Ledoyer 1988. Leucon dayae ingår i släktet Leucon och familjen Leuconidae. Inga underarter finns listade i Catalogue of Life.